# Edy Williams
Edy Williams, all'anagrafe Edwina Beth Williams (Salt Lake City, 9 luglio 1942), è un'attrice statunitense.
Affermatasi negli anni sessanta, deve la celebrità soprattutto al suo matrimonio con il regista Russ Meyer, il re del cinema erotico statunitense.

## Biografia
Nata nel 1942 nello Utah, Edy Williams fu reginetta di bellezza in numerosi concorsi sin dai primi anni dell'adolescenza. I suoi esordi sul grande schermo risalgono ai primi anni sessanta, nella fortunata serie televisiva Ai confini della realtà (1962). L'anno successivo passò al cinema ottenendo una parte nella pellicola Per soldi o per amore (1963), diretta da Michael Gordon e interpretata da Kirk Douglas. 
Nonostante la vivacità e il talento dimostrati in tutti i film in cui apparve, la carriera della Williams fu essenzialmente legata ai film erotici che interpretò nei primi anni settanta, periodo in cui si legò sentimentalmente a Russ Meyer, divenendone la terza ed ultima moglie. Nel 1971 apparve nei film I 7 minuti che contano e Lungo la valle delle bambole, entrambi diretti da Meyer, dal quale si separò nel 1975, legandosi in seguito sentimentalmente a Mickey Cohen, criminale di Los Angeles. In seguito al divorzio, Meyer rivelò che era stato un errore madornale sposare una donna come la Williams, alludendo molto probabilmente alla spregiudicatezza e alle stravaganze che hanno sempre caratterizzato l'attrice.
Nella seconda metà degli anni ottanta, periodo in cui si trovava in difficoltà economiche, posò come modella per un negozio di elettrodomestici. Nei primi mesi del 2007, durante la serata d'inaugurazione di un'azienda produttrice di vino, fecero scalpore le effusioni che scambiò con un giovanissimo e sconosciuto attore di nome Andreas Wigand, e che molto generosamente concesse agli scatti dei fotografi.
Nella sua vita si è sottoposta a numerosi interventi di chirurgia estetica, in particolare per ingrandire il seno. Possiede numerose dimore sparse in diverse località, fra cui Miami Beach, Rio de Janeiro, Roma, Londra, Parigi, Honolulu, Montecarlo, Hollywood e San Francisco. Di sua proprietà è anche un appartamento in uno dei grattacieli più lussuosi del mondo, la Trump World Tower di New York. Edy Williams, libera da legami sentimentali, vive sola in compagnia dei suoi numerosi animali in una villa di Malibù.

## Filmografia parziale

### Cinema
- Per soldi o per amore (For Love or Money), regia di Michael Gordon (1963)
- Lo sport preferito dall'uomo (Man's Favorite Sport?), regia di Howard Hawks (1964)
- La più allegra avventura (The Brass Bottle), regia di Harry Keller (1964)
- Madame P... e le sue ragazze (A House Is Not a Home), regia di Russell Rouse (1964)
- Il bacio nudo (The Naked Kiss), regia di Samuel Fuller (1964)
- Jean Harlow, la donna che non sapeva amare (Harlow), regia di Gordon Douglas (1965)
- Paradiso hawaiano (Paradise, Hawaiian Style), regia di Michael D. Moore (1966)
- Questi pazzi agenti segreti (The Last of the Secret Agents?), regia di Norman Abbott (1966)
- Come utilizzare la garçonniere (The Pad and How to Use It), regia di Brian G. Hutton (1966)
- Good Times, regia di William Friedkin (1967)
- La giungla del denaro (The Money Jungle), regia di Francis D. Lyon (1967)
- Con sei ragazze a poppa si rizza la prua (I Sailed to Tahiti with an All Girl Crew), regia di Richard L. Bare (1967)
- Diario segreto di una moglie americana (The Secret Life of an American Wife), regia di George Axelrod (1968)
- La carta vincente (Where It's At), regia di Garson Kanin (1969)
- Lungo la valle delle bambole (Beyond the Valley of the Dolls), regia di Russ Meyer (1970)
- I 7 minuti che contano (The Seven Minutes), regia di Russ Meyer (1971)
- Peccati in famiglia, regia di Bruno Gaburro (1975)
- Io, Willy e Phil (Willie & Phil), regia di Paul Mazursky (1980)
- Con le buone maniere si ottiene tutto (Bad Manners), regia di Robert Houston (1984)
- La squadra della morte (Mankillers), regia di David A. Prior (1987)
- Dr. Alien - Dallo spazio per amore (Dr. Alien), regia di David DeCoteau (1989)
- Bad Girls from Mars, regia di Fred Olen Ray (1991)
- Killer's mind (1999)
- Io non sono qui (I'm Not There), regia di Todd Haynes (2007)

### Televisione
- Ai confini della realtà (The Twilight Zone) – serie TV, episodio 3x33 (1962)
- La legge di Burke (Burke's Law) – serie TV, episodio 2x09 (1964)
- I giorni di Bryan (Run for Your Life) – serie TV, episodio 1x16 (1966)
- Batman – serie TV, 3 episodi (1966)
- Adam-12 – serie TV, episodio 6x05 (1973)
- Troppo forte! (Sledge Hammer!) – serie TV, episodio 2x13 (1987)